# نوستالژی کمونیسم

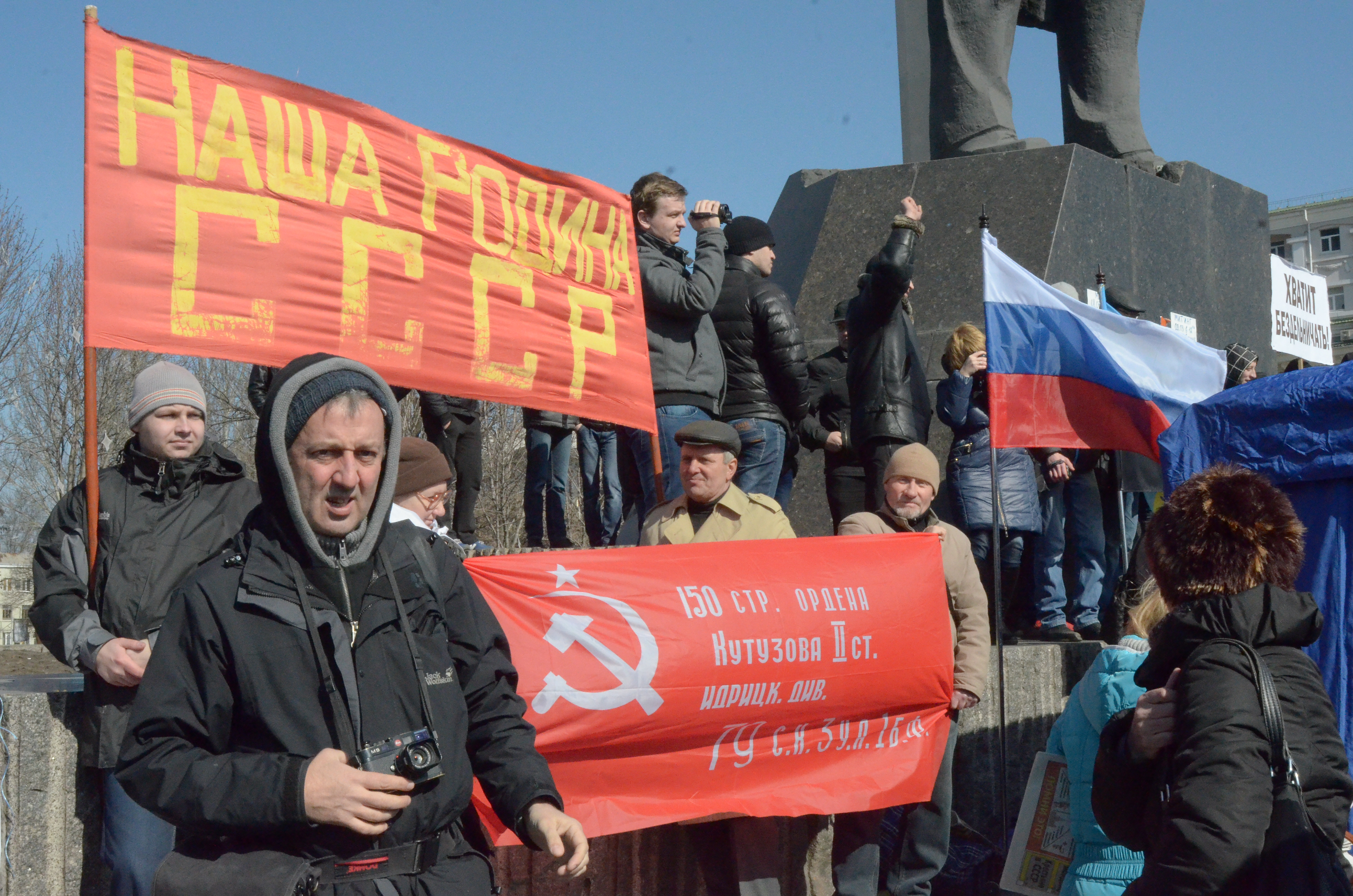
جمعیت نوستالژی کمونیستی

نوستالژی کمونیستی که به آن نوستالژی کمونیستم یا نوستالژی سوسیالیستی نیز می‌گویند، یک نوع نوستالژی در کشورهای مختلف پساکمونیستی اروپای مرکزی و شرقی و روسیه برای دولت‌های کمونیستی سقوط کرده‌است.
نمونه‌هایی از این نوستالژی را می‌توان در آلمان شرقی، لهستان، اتحاد جماهیر شوروی سابق ، یوگسلاوی سابق، بلغارستان، مجارستان، رومانی، جمهوری چک، آلبانی، و اسلواکی مشاهده کرد. نوستالژی کمونیستی توسط برخی از کسب و کارها با معرفی مد یا کالاهای کمونیستی (فرآیندی که به عنوان communist chic شناخته می‌شود) پرداخته شده‌است.